# Biomutant
Biomutant – fabularna gra akcji opracowana przez szwedzkiego dewelopera Experiment 101 i wydana przez THQ Nordic. Gra została wydana 25 maja 2021 roku na Windows, PlayStation 4 i Xbox One. 6 września 2022 roku pojawiła się wersja na PlayStation 5 i Xbox Series X/S.

## Rozgrywka
Biomutant to fabularna gra akcji osadzona w fikcyjnym świecie i rozgrywana z perspektywy trzeciej osoby. Gracz kontroluje wcześniej stworzoną postać w postapokaliptycznym świecie pełnym zmutowanych zwierząt. Gracz najpierw dostosowuje wygląd postaci, w tym jej wielkość i futro, co ma bezpośredni wpływ na statystyki postaci podczas rozgrywki. Grubsza postać jest cięższa, co czyni ją wolniejszą, ale z drugiej strony pozwala zadawać i wytrzymywać większe obrażenia i analogicznie postać szczuplejsza jest szybka i zwinna. System walki łączy ataki wręcz ze strzelaniem z dużej odległości. Gracz zbiera części w trakcie gry i łączy je w celu stworzenia broni. Każda część ma swój wpływ na statystyki produktu końcowego. W grze dostępnych jest wiele dodatków do przedmiotów, np. kriogeniczne i elektryczne, które są skuteczne w bitwach przeciwko niektórym przeciwnikom. Przykładowo kiedy część kriogeniczna zostanie umieszczona w broni, wrogowie zamarzają po trafieniu. Gracz może łączyć moc wielu broni, przełączając się między różnymi broniami podczas walki. Podczas awansu na wyższy poziom, gracz może wykorzystać punkty awansu, aby wzmocnić swoje atrybuty lub odblokować nowe kombinacje ataków. Innym sposobem nauki nowych ruchów jest interakcja z określonymi postaciami w każdym obszarze. Większość ruchów jest zależna od aktualnie noszonej broni.

## Produkcja
Biomutant to pierwsza gra szwedzkiego studia Experiment 101, które zostało założone latem 2015 roku przez byłych pracowników Avalanche Studios. Oficjalna zapowiedź prac nad grą miała miejsce w sierpniu 2017 roku. Kilka miesięcy później w listopadzie wydawca THQ Nordic wykupił twórców gry. Przez cały czas nad grą pracowało około 20 osób. Premiera gry była kilkukrotnie przekładana. Zdaniem głównego producenta Stefana Ljungqvista, firma chciała uniknąć pracy po godzinach, a wydawca im na to pozwolił.

## Odbiór
Gra spotkała się z mieszanymi reakcjami krytyków. Recenzenci chwalili grafikę, otwarty świat, unikalny styl oraz system tworzenia przedmiotów. Krytyka była skierowana na zadania poboczne, problemy techniczne i wiele nierozwiniętych mechanik rozgrywki. Wielu redaktorów uznało, że Biomutant była rozczarowującym doświadczeniem, głównie ze względu na wiele zmarnowanego potencjału gry, jednak większość z nich zgodziła się, że produkt został wykonany z dużym wysiłkiem przez zespół składający się z zaledwie 20 programistów.